# James McGreevey
 (février 2022).
Si vous disposez d'ouvrages ou d'articles de référence ou si vous connaissez des sites web de qualité traitant du thème abordé ici, merci de compléter l'article en donnant les références utiles à sa vérifiabilité et en les liant à la section « Notes et références ».
James Edward McGreevey dit Jim McGreevey, né le 6 août 1957 à Jersey City, est un homme politique américain, membre du Parti démocrate. Il est gouverneur du New Jersey du 15 janvier 2002 au 15 novembre 2004, date de sa démission après avoir admis avoir eu une relation homosexuelle extra-maritale.

## Biographie
Diplômé en droit, McGreevey est élu à l'Assemblée générale du New Jersey de 1990 à 1992, puis au Sénat de l'État entre 1994 et 1998. Il est maire de Woodbridge Township (New Jersey) de 1999 à 2002.
En 1997, il tente de se faire élire gouverneur mais avec 46 % des voix, il est battu de justesse par le gouverneur républicain sortant, Christine Todd Whitman, avec 47 % des suffrages alors que le candidat libertarien Murray Sabrin récolte 5 % des suffrages.
En novembre 2001, McGreevey est élu gouverneur du New Jersey contre le républicain Bret Schundler.
McGreevey hérite d'un déficit budgétaire important qui nécessite de sa part, à l'encontre de ses promesses électorales, d'augmenter les taxes pour tous les résidents de l'État, notamment sur les cigarettes.
Catholique, James McGreevey est cependant favorable au droit à l'avortement, à la laïcité et à la séparation de l'Église et de l'État, refusant ainsi de prendre la communion pendant le temps de son mandat de gouverneur.
McGreevey tenta de promouvoir un embryon d'union civile homosexuelle qu'il fit promulguer en 2004, peu de temps avant de devoir révéler sa propre bisexualité, à la suite d'une accusation de harcèlement homosexuel et de favoritisme par un de ses employés à la sécurité.
McGreevey resta en poste jusqu'au 15 novembre 2004, après l'élection présidentielle et celles des gouverneurs, pour éviter que les républicains ne reprennent la direction de l'État après les élections du 2 novembre.
Le président du Sénat, le démocrate Richard Codey, assure jusqu'en janvier 2006 l'intérim au poste de gouverneur.
Divorcé et remarié, McGreevey est père de deux filles issues de ses deux mariages.